# Alonso de Zamora (monje benedictino)

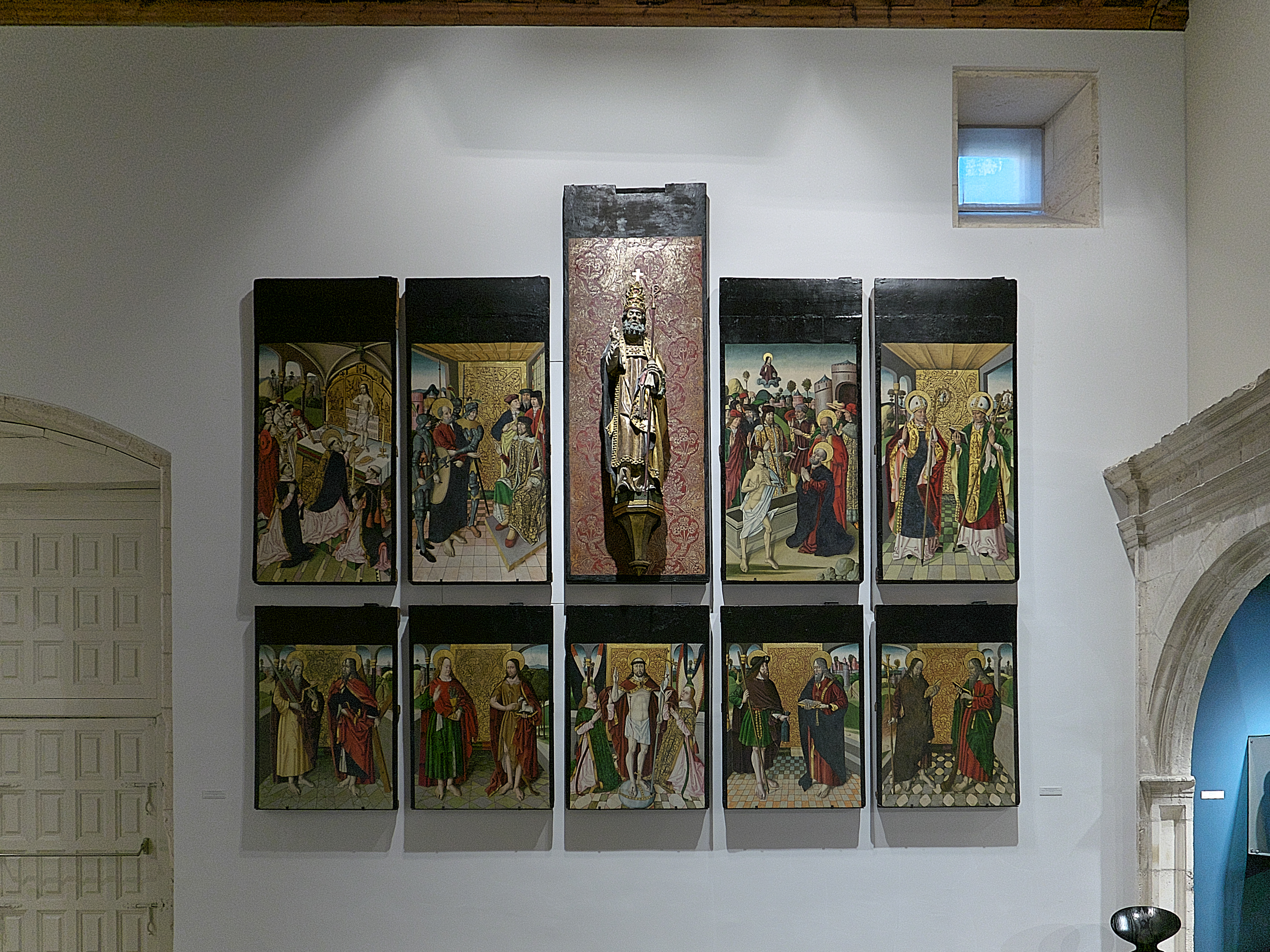
Retablo de san Pedro, procedente de San Pedro de Tejada, expuesto en el Museo de Burgos. La parte pictórica del retablo fue realizada por Fray Alonso de Zamora y su taller.

Fray Alonso de Zamora fue un monje benedictino del monasterio de San Salvador de Oña (actual provincia de Burgos, España), responsable a finales del siglo XV y principios del XVI de un taller de pintura que no solo surtió de obras a este cenobio sino que trascendió el ámbito monástico. A Fray Alonso también se le conoce como Maestro de Oña
Influido por la estética flamenca, su estilo se caracteriza por presentar rasgos anatómicos afilados.
Como pintor, estuvo activo aproximadamente entre 1485 y 1510. Se le atribuyen importantes obras dentro del monasterio de Oña, donde profesó, y también de otros lugares dependientes de este cenobio, como el retablo del monasterio de San Pedro de Tejada, fechado hacia 1503-1506 y dedicado al santo titular. Actualmente está expuesto en el Museo de Burgos. 
En el monasterio de Oña permanecen los frescos del atrio y la decoración de los panteones reales, en la que abundan los motivos heráldicos. Pertenecieron igualmente al monasterio oniense las sargas sobre la Pasión de Cristo que decoraron el claustro (hoy en el Museo de Burgos) y un retablo dedicado a Cristo (actualmente en Espinosa de los Monteros).
En la catedral de Burgos se conserva una Natividad de Jesús (c. 1500) atribuida a Fray Alonso y su taller.